# Château de Gutenberg
Le château de Gutenberg (Burg Gutenberg) est un château situé dans la ville de Balzers au Liechtenstein. Contrairement au château de Vaduz dans la capitale, le château de Gutenberg ne sert pas de résidence à la famille princière du Liechtenstein et il est ouvert au grand public en tant que musée.
Le château se trouve sur une colline près du centre de Balzers et est accessible par une rue et une route connues sous le nom de Burgweg.

## Histoire
La colline est habitée depuis le néolithique et des fouilles archéologiques ont mis au jour plusieurs objets préhistoriques, dont une statuette votive en bronze de 12 cm représentant Mars, maintenant exposée au Musée national du Liechtenstein (de).
Au Moyen Âge, une église et un cimetière sont édifiés à cet endroit puis, au début du XIIe siècle, le cimetière fut fermé et l'église fortifiée. Le premier château est construit avec une muraille de protection et d'une tour principale. Au début du XIIIe, le château appartient aux seigneurs de Frauenberg, une maison noble du canton suisse des Grisons. Après la mort de Heinrich von Frauenburg en 1314, le château devint la propriété de la maison des Habsbourg.
Au XVe siècle, le château subit de nouveaux travaux à l'initiative de l'Empereur Maximilien Ier, pour réparer les dommages subis lors du siège de 1499, pendant la guerre de Souabe. Au cours des XVIIe et XVIIIe siècles, le château a perdu sa vocation militaire et subi plusieurs incendies devenant une carrière ouverte. 
Entre 1905 et 1912, le château a fait l'objet d'une restauration substantielle et a été acheté par l'État à des fins culturelles.

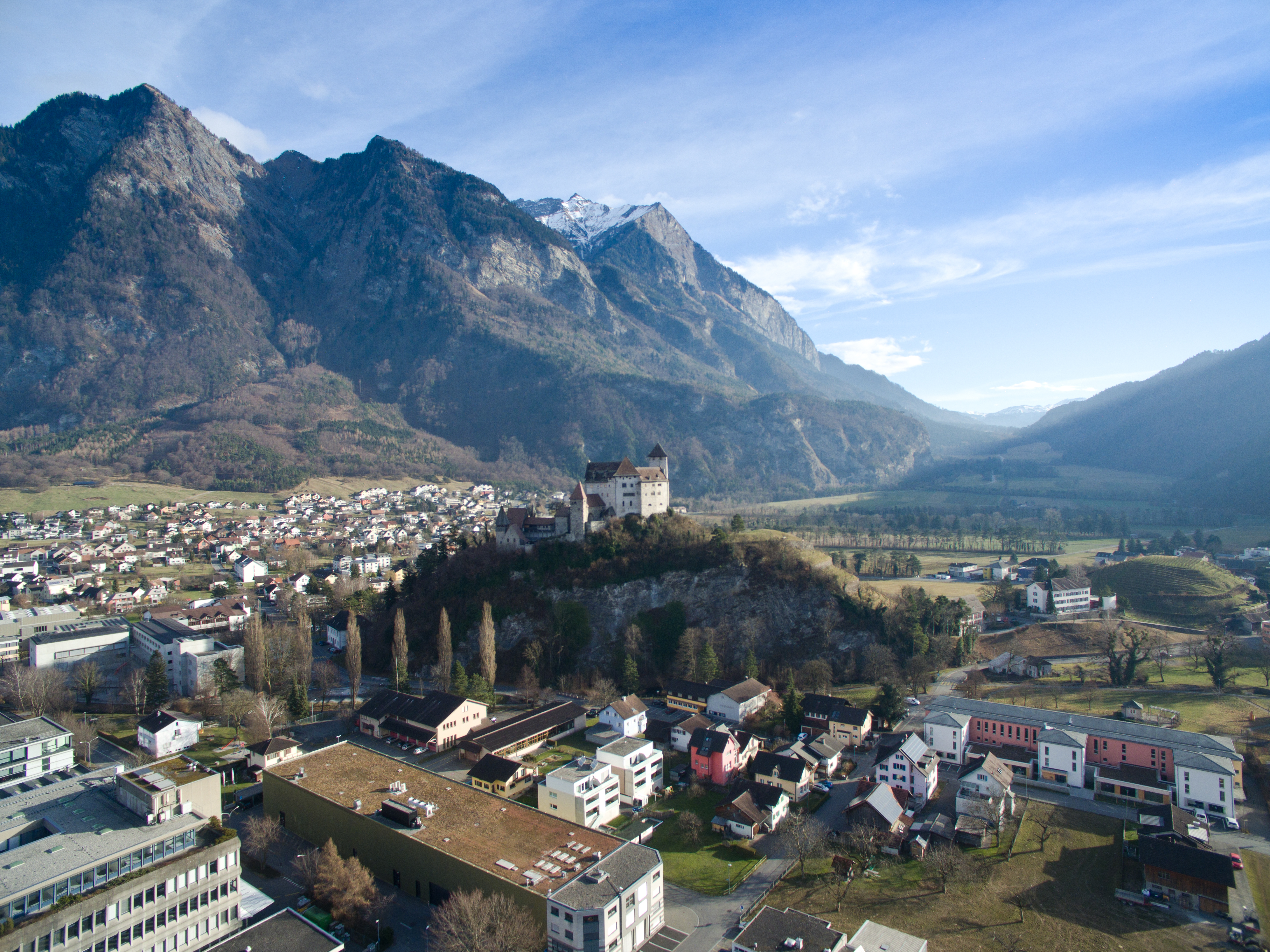
Le château et le bourg de Balzers.
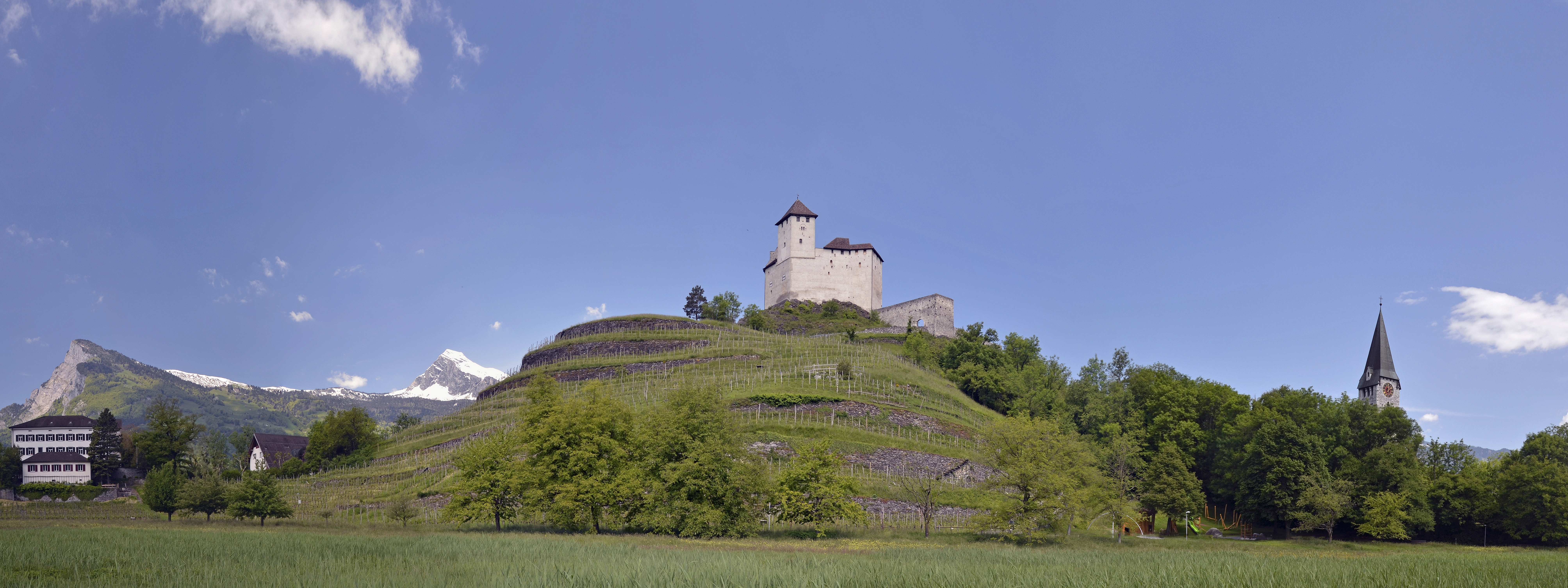
panorama du site.
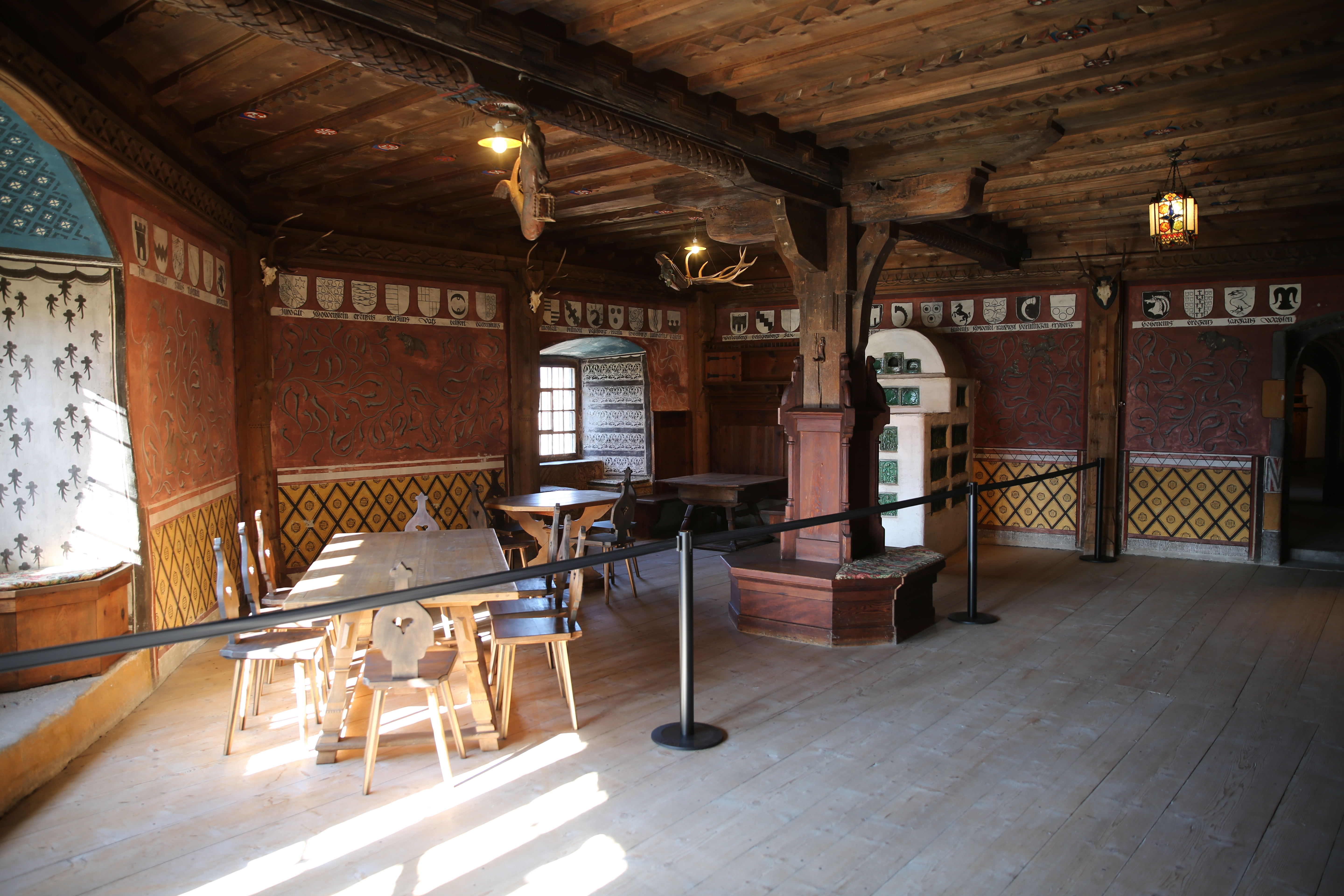
L'intérieur d'une pièce du château.